# Sekaiichi HAPPY na Onna no Ko
Sekaiichi HAPPY na Onna no Ko (世界一HAPPYな女の子 Sekaiichi HAPPYna on'nanoko?, La Chica mas FELIZ del Mundo) es el 17º sencillo de ℃-ute. Salió el 7 de septiembre de 2011 y el Single V el 14 de septiembre de 2011. "Sekaiichi HAPPY na Onna no Ko" fue el tema principal de la película Zomvideo, protagonizada por Maimi Yajima y Saki Nakajima.

## Lista de Canciones

### CD
- Sekaiichi Happy na Onna no Ko
- Idai na Chikara wo! (偉大な力を！; ¡Gran Poder!)
- Sekaiichi Happy na Onna no ko (Instrumental)

### DVD Edición Limitada A
- Sekaiichi Happy na Onna no Ko (Dance Shot Ver.)

### DVD Edición Limitada B
- Sekaiichi Happy na Onna no Ko (Color Box Ver.)

### Single V
- Sekaiichi Happy na Onna no Ko (PV)
- Sekaiichi Happy na Onna no Ko (Close-up Ver.)
- Making Eizou (メイキング映像)

### Event V
- Sekaiichi HAPPY na Onna no Ko (Yajima Maimi Solo Ver.)
- Sekaiichi HAPPY na Onna no Ko (Nakajima Saki Solo Ver.)
- Sekaiichi HAPPY na Onna no Ko (Suzuki Airi Solo Ver.)
- Sekaiichi HAPPY na Onna no Ko (Okai Chisato Solo Ver.)
- Sekaiichi HAPPY na Onna no Ko (Hagiwara Mai Solo Ver.)

## Miembros presentes
- Maimi Yajima
- Saki Nakajima
- Airi Suzuki
- Chisato Okai
- Mai Hagiwara